# William-Brewster-Medaille
Die William-Brewster-Medaille wird jährlich von der American Ornithologists’ Union (A.O.U.) an Autoren oder Co-Autoren vergeben, die ein außergewöhnliches Werk über Vögel der Westlichen Hemisphäre publizierten. Die Auszeichnung besteht aus einer Medaille und Ehrensold. Sie wird durch die William-Brewster-Gedenkstiftung der A.O.U. finanziert und zu Ehren des A.O.U.-Gründungsmitglieds William Brewster (1851–1919) von seinen Freunden vergeben. Die ersten Preisträger wurden mit 7250 $ bedacht. Von 1921 bis 1937 wurde die Medaille zweijährlich vergeben, ab 1938 jährlich.

## Preisträger
- 1921 Robert Ridgway (1850–1929) für sein Opus magnum "The birds of North and middle America: a descriptive catalogue of the higher groups, genera, species, and subspecies of birds known to occur in North America, from the Arctic lands to the Isthmus of Panama, the West Indies and other islands of the Caribbean Sea, and the Galapagos Archipelago"[3] die Ehrung bekam er speziell für den 5. Band.[4]
- 1923 Arthur Cleveland Bent (1866–1954)[5]  für sein Werk "Life Histories of North American Birds" (Band 1–4).[6]
- 1925 Walter Edmond Clyde Todd (1874–1969) und Melbourne Armstrong Carriker Jr. (1879–1965)[7] für ihr gemeinsames Werk "The birds of the Santa Marta region Colombia".[8]
- 1927 John Charles Phillips (1876–1938)[9] für sein Werk A Natural History of the Ducks.[10]
- 1929 Carl Eduard Hellmayr (1878–1944)[11] für seine Beiträge in Catalogue of birds of the Americas and the adjacent islands in Field Museum of Natural History.[12]
- 1931 Florence Augusta Merriam Bailey (1863–1948)[13] für das umfassendste Buch dieser Zeit über Vögel des Südwesten der USA Birds of New Mexico.[14]
- 1933 Frank Michler Chapman (1864–1945)  für sein "Handbook of birds of eastern North America".[15]
- 1935 Herbert Lee Stoddard (1889–1968)[16] für sein ABC der Ökologie The Bobwhite Quail – Its Habits, Preservation, and Increase.[17]
- 1937 Robert Cushman Murphy (1887–1973)[18] verfasste Oceanic Birds of South America für das er neben der William-Brewster-Medaille auch die John-Burroughs-Medaille erhielt.[19][20]
- 1938 Thomas Sadler Roberts (1858–1946)[21] für das Werk The birds of Minnesota[22]
- 1939 Witmer Stone (1866–1939) für sein zweibändiges Werk Bird Studies at Old Cape May: An Ornithology of Coastal New Jersey[23] Er bekam den Preis erst nach seinem Tod verliehen.[24]
- 1940 James Lee Peters (1889–1952)[25] für sein Lebenswerk Check-list of birds of the world[26]
- 1941 Donald Ryder Dickey (1887–1932)[27] und Adriaan Joseph van Rossem (1892–1949)[28] wurden für ihre gemeinsame Publikation The birds of El Salvador. Nach dem Tod Dickeys im Jahr 1932 vollendete Van Rossem das Werk.[29]
- 1942 Margaret Morse Nice (1883–1974)[30] für ihre Studien über Singammern Studies in the Life History of the Song Sparrow.[31]
- 1943 Alden Holmes Miller (1906–1965)[32] für  Speciation in the avian genus Junco[33]
- 1944 Roger Tory Peterson (1908–1996)[34]  für die zweite Ausgabe des A field guide to the birds[35]
- 1945 Hans Albert Hochbaum (1911–1988) für sein  Buch The Canvasback on a Prairie Marsh[36][37]
- 1946 Keine Verleihung
- 1947 Francis Herbert Kortright (1887–1972) für sein Buch The Ducks, Geese, and Swans of North America[38]
- 1948 David Lambert Lack (1910–1973)  für seine Publikationen Darwin's Finches und The Galapagos finches (Geospizinae) a study in variation.[39]
- 1949 Keine Verleihung
- 1950 Alexander Frank Skutch (1904–2004)[40] für seine Publikationsserie Life Histories of Central American Birds[41]
- 1951 Samuel Charles Kendeigh (1904–1986)[42] Charakteristika, Stoffwechsel und Energiereserven bei Vögeln.[43]
- 1952 John Todd Zimmer (1889–1957)  für seine Arbeiten zur Systematik und Verbreitung südamerikanischer Vögel, insbesondere aus Peru. en[44]
- 1953 Hildegarde Howard (1901–1998) für ihre  Verdienste im Bereich der Paläontologie von Vögeln.[45][46]
- 1954 James Bond (1900–1989)  für sein Werk Field guide to birds of the West Indies: a guide to all the species of birds known from the Greater Antilles, Lesser Antilles and Bahama Islands.[47]
- 1955 William Henry Phelps (1875–1965) für seine elementaren Beiträge zur Systematik von amerikanischen Vögeln, insbesondere der venezolanischen Avifauna.[48]
- 1956 George H. Lowery (1913–1978)[49] für seine Beiträge zur nächtlichen Migration von Vögeln. Insbesondere für seine Dissertation A quantitative study of the nocturnal migration of birds[50]
- 1957 Robert Porter Allen (1905–1963) für sein Werk The Flamingos: their life history and survival. With special reference to the American or West Indian Flamingo (Phoenicopterus ruber)[51]
- 1958 Arlie William Schorger (1884–1972)[52]  für "The passenger pigeon, its natural history and extinction".[53]
- 1959 Alexander Wetmore (1886–1978)[54]
- 1960 Donald Sankey Farner (1915–1988)[55][56]
- 1961 Harold Ford Mayfield (1911–2007) für sein Monografie „The Kirtland's warbler“,[57]
- 1962 Albert Wolfson (1917–2002)[58]
- 1963 Ralph Simon Palmer (1914–2003)[59]
- 1964 Herbert Friedmann (1900–1987)[60]  für seine Publikation Host relations of the parasitic cowbirds.[61]
- 1965 Ernst Mayr (1904–2005)[62]
- 1966 George Adelbert Bartholomew (1919–2006)[63][64]
- 1967 Walter Edmond Clyde Todd (1874–1969), zweite William-Brewster-Medaille für "Birds of the Labrador Peninsula and adjacent areas: a distributional".[65][66]
- 1968 Wesley Edwin Lanyon (* 1926) für die Pionierstudien[67]
- 1969 Keine Verleihung
- 1970 Keine Verleihung
- 1971 Charles Gald Sibley (1917–1998) für seine Studien über die Beziehung zwischen höheren Kategorien der Vögel durch elektrophoretische Muster in den Proteinen[68]
- 1972 David William Snow (1924–2009) und Barbara Kathleen Snow (1921–2007) für Studien über die Biologie der neotropischen Vögel.[69]
- 1973 Rudolph Amandus Philippi Bañados (1905–1969), Alfredo William Johnson (1894–1979) und Jack William Davies Goodall Callaway (1892 (1893?)-1980) für die Erforschung der chilenischen Avifauna.[70]
- 1974 James Roger King (1927–1991)[71] für seine physiologischen Studien über Zonotrichia Ammern.[72]
- 1975 Jürgen Haffer (1932–2010) für seine Reihe von Publikationen zur Ornithogeographie Südamerikas.[73]
- 1976 Gordon Howell Orians (* 1932) für seine Studien über die evolutionäre Ökologie der Vögel.[74]
- 1977 Rodolphe Meyer de Schauensee (1901–1984) für sein Lebenswerk über Taxonomie und Verbreitung neotropischer Vögel[75]
- 1978 Pierce Brodkorb (1908–1992)[76]
- 1979 William Ryan Dawson Für die „Gesamtheit der vielen erbrachten erfrischenden Erkenntnisse und den vielen Dingen, die er uns über den Weg der physiologischen Anpassung der Vögel an ihrer Umwelt lehrte“[77]
- 1980 Frank A. Pitelka (1916–2003)[78][79]
- 1981 William Tinsley Keeton (1933–1980)[80] (postum)[81]
- 1982 Robert Eric Ricklefs (* 1943) „Für seine neuen Erkenntnisse und fruchtbaren Beiträge in unterschiedlichen Fachgebieten.“[82]
- 1983 Peter Raymond Grant „Für den merkliche Ausbau unserer Kenntnisse über die Darwinfinken und die generelle Bedeutung seiner Meilensteine der Forschung.“[83]
- 1984 Stephen Thompson Emlen[84]
- 1985 John W. Fitzpatrick (* 1951)[85] und Glen Everett Woolfenden (1930–2007)[86] Für ihre Studie über die Florida-Buschhäher.[87]
- 1986 Val Nolan Jr. (1920–2008)[88] „Für seine ausgezeichnete Studie über Rostscheitel-Waldsänger, ein Mitglied einer vornehmlich amerikanischen Gruppe, der wunderschönen Waldlaubsänger…“[89]
- 1987 Jerram Lefevre Brown (* 1950)[90]
- 1988 Robert B. Payne (* 1938)[91]
- 1989 Noel Friedrich Ralph Snyder (* 1938) „In Anerkennung [der] Spitzenleistung im Bereich der nachhaltigen Feldforschung, vieler hoch angesehener Publikationen und der nicht in Frage stehenden Rechtschaffenheit…“[92]
- 1990 Fred Cooke (* 1936)[93] Cook lieferte weitere wichtige Beiträge zu […] Vögeln aus der Region des Hudson Bay. Er ist zusätzlich Co-Autor des im Jahr 1987 erschienenen Buchs ‚Avian genetics: a population and ecological approach‘ (Academic Press), welches maßgebliche Beiträge von ihm enthält.[94]
- 1991 Lewis Warren Oring „Wegen seiner Fähigkeiten im Bereich der Feldforschung und seiner einflussreichen Publikationen“…[95]
- 1992 Ned Keith Johnson (1932–2003)[96] „Wegen seiner vielen belegten Fähigkeiten bei der Feldforschung und seiner wegweisenden Publikationen…“[97]
- 1993 Richard Turner Holmes „Für seine Gründlichkeit, seine Reichhaltigkeit und seine Zeitlosigkeit in seinen wichtigen Werken…“[98]
- 1994 David Frank McKinney (1928–2001)[99] „Für die bedeutenden Werke eines vorbildlichen Wissenschaftlers und Lehrers…“[100]
- 1995 Eugene Siller Morton (* 1940)[101] „In Anerkennung seiner ausgezeichneten Leistungen…“[102]
- 1996 Kenneth Paul Able „Für seine Erfolge einige […] Mysterien zur Orientierung und Navigation bei Vögeln zu entschlüsseln und seine hervorragenden Leistungen auf dem Gebiet der Laborforschung…“[103]
- 1997 John Charles Avise „Für seine Beiträge zur genetischen Herstellung bei Studien in der Ökologie und Evolution von Vögeln…“[104]
- 1998 Frank Gill (* 1941)[105] „Für seine Forschung und seine unglaublichen Dienste für Vögel und der ornithologischen Gesellschaft…“[106]
- 1999 Walter Daniel Koenig[107] „Für seinen Erfolge beim Enträtseln einiger Mysterien des kooperativen Brütens und für seine hervorragenden Beiträge zur Evolutions- und Populationsökologie…“[108]
- 2000 Cynthia Carey „Für ihre innovative und wirklich integrative Forschung zur Anpassung von Vögeln an Höhe und Kälte, sowie für ihre Synthese und konstruktive Rolle von Vorgaben zur zukünftigen Ökophysiologie von Vögeln…“[109]
- 2001 Stephen Irwin Rothstein „Für seine international anerkannten und fundierten Beiträge auf dem Gebiet der Verhaltensökologie, der Evolution und dem Schutz von Vögeln, für seine durchdringenden und objektiven Auswertungen in den Werken von anderen Forschern und für seine Beitrage zur Lehre und Ausbildung von jungen Ornithologen…“[110]
- 2002 James Neil Munro Smith (1944–2005)[111] „Für seinen Erfolg bei der Auflösung der Mysterien der Vogeldemographie, für seine Schlüsselrolle bei der Initiierung und Führung eines der wichtigsten Langzeitstudienprojekte der Vogelökologie und für seinen Erfolg beim Erstellen von Ergebnissen zu evolutionären Fragen von weitreichendem allgemeinem Interesse…“[112]
- 2003 Douglas Wayne Mock „Für seine Einblicke in den Lebenszyklus von Vögeln, für seine außergewöhnlichen Beiträge für unser Verständnis über die Vorgänge bei Vogelfamilien…“[113]
- 2004 Russell Paul Balda und Alan Curtis Kamil „Für ihre bahnbrechenden Werke über die Biologie von nordamerikanischen Rabenvögeln, speziell der Kognition, des Gedächtnis, des Lernes und der Vorratsspeicherung und alle angrenzenden Aspekte des Sozialverhaltens…“[114]
- 2005 Robert Martin Zink „Für seine bedeutenden und fortlaufenden Beiträge zur Systematik der Vögel, für seine phylogenetische Phylogeographie, für seine Artentheorie und seinen Naturschutz…“[115]
- 2006 Sidney Anthony Gauthreaux, Jr. „Für seine außergewöhnliche Vorreiterschaft und seine innovativen Beiträge zu Studien des Vogelzugs…“[116]
- 2007 Allan John Baker „Für seine außergewöhnlichen und einflussreichen Arbeiten in der molekularen Evolution von Vögeln…“[117]
- 2008 Spencer George Sealy „Für seine Arbeiten über evolutionären Wechselbeziehungen zwischen parasitären Kuhstärlingen und ihren Wirte den Singvögel.“[118]
- 2009 Joanna Burger „Für ihre Arbeiten über das Verhalten und die Ökologie von Seevögeln u. a. zusammen mit Elizabeth Anne Schreiber in ‚Biology of Marine Birds‘.“[119]
- 2010 Steven Robert Beissinger „Für seine innovativen Beiträge, seine außergewöhnlichen Forschungen und seine langandauernde Hingabe im Bereich der Naturschutzbiologie von Vögeln in der westlichen Hemisphäre…“[120]
- 2011 Sandra Lee Vehrencamp (* 1948) „Für ihr gründliches und aufschlussreiches Gesamtwerk über Soziale Evolution und Tierkommunikation.“[121]
- 2012 Robert C. Fleischer[122]
- 2013 James V. Remsen
- 2014 Geoffrey E. Hill[123]
- 2015 Rosemary Grant
- 2016 Patricia G. Parker
- 2017 James D. Nichols
- 2018 Bette A. Loiselle
- 2019 Helen F. James, Craig Benkman
- 2020 Regina Macedo, John Rotenberry
- 2021 Marty Leonard, Kathy Martin
- 2022 Amanda Rodewald, Roxana Torres
- 2023 Cristina Yumi Miyaki, Maren Vitousek
- 2024 Juan Carlos Reboreda, Renée Duckworth
- 2025 Kristen Ruegg, Hugh Drummond